# Ercé-en-Lamée
Ercé-en-Lamée település Franciaországban, Ille-et-Vilaine megyében. Lakosainak száma 1568 fő (2022. január 1.). Ercé-en-Lamée Bain-de-Bretagne, La Bosse-de-Bretagne, Lalleu, Saint-Sulpice-des-Landes, Teillay, Thourie, Tresbœuf és Ruffigné községekkel határos.

## Népesség
A település népességének változása:
| Lakosok száma | 1542 | 1253 | 1145 | 1318 | 1517 | 1504 | 1497 | 1514 | 1532 | 1568 |
|               | 1968 | 1982 | 1990 | 2006 | 2013 | 2015 | 2017 | 2019 | 2020 | 2022 |